# Grundtrygghetsprincipen
Grundtrygghetsprincipen, eller bara grundtrygghet, är en fördelningspolitisk princip som innebär att alla oavsett inkomst får lika stor offentligfinansierad ersättning vid exempelvis arbetslöshet, sjukdom med mera. Grundtrygghetssystemet ger individen en grundläggande levnadsstandard. Önskar individen en högre ersättning kompletteras det med privata försäkringar som individen tecknat, eller som till exempel ingår i ett fackföreningsmedlemskap eller som förmån i en anställning. Grundtrygghetsprincipen skiljer sig på det viset från standardtrygghetsprincipen och inkomstbortfallsprincipen (jmf inkomsttrygghet).

## Grundtrygghetsprincipen i Sverige
LO, TCO och ABF företrädare anför att det i det svenska socialförsäkringssystemet skett en förändring, som inneburit att inkomstbortfallsprincipen i allt större utsträckning ersatts av en grundtrygghetsprincip, något som lämnar stora delar av befolkningen utan skyddsnät och att omfördelningen i samhället försämrats.